# یلنا لئوچانکا
یلنا لئوچانکا (بلاروسی: Алена Сцяпанаўна Леўчанка؛ زادهٔ ۳۰ آوریل ۱۹۸۳) بازیکن بسکتبال اهل بلاروس است.
از باشگاه‌هایی که در آن بازی کرده‌است می‌توان به آتلانتا دریم اشاره کرد.
وی در مسابقات کشوری و بین‌المللی در مجموع برندهٔ ۱ مدال برنز شده‌است.